# Gesundheitsprämie
Die Gesundheitsprämie ist ein Konzept, um die Finanzierung der gesetzlichen Krankenversicherung in Deutschland auf gehaltsunabhängige Beiträge umzustellen und den Arbeitgeberanteil an der Finanzierung zu senken bzw. den Anteil der Versicherten an der Finanzierung zu erhöhen. Entwickelt wurde ein solches Konzept 2004 von CDU und CSU unter dem Titel solidarische Gesundheitsprämie, die häufig als Kopfpauschale bezeichnet wird. Die FDP vertritt ein ähnliches Programm, während die CSU in der Zwischenzeit von dem Konzept abgerückt ist.
Nach dem Koalitionsvertrag der Regierungskoalition von CDU/CSU und FDP von 2009 sollte das System der Gesundheitsversicherung langfristig auf „einkommensunabhängige Arbeitnehmerbeiträge“ (also eine Pauschale) umgestellt werden. Als erste Schritte in Richtung einer Gesundheitsprämie wurden einkommensunabhängige Zusatzbeiträge ohne Arbeitgeberanteil eingeführt und die Steigerung des Krankenkassenbeitrages wurde vermehrt auf den Arbeitnehmerbeitrag umgelegt (Arbeitgeberanteil teils eingefroren).
SPD, Grüne und Linke favorisieren hingegen die Einführung einer Bürgerversicherung, einer einheitlichen gesetzlichen Krankenversicherung für alle Menschen mit eigenem Einkommen unter Erweiterung der Bemessungsgrundlage auf alle Einkunftsarten. Die Bürgerversicherung würde die Trennung zwischen gesetzlicher und privater Krankenversicherung im Leistungsbereich der Grundversorgung aufheben.

## Konzept

### CDU/CSU-Entwurf von 2004
Das Konzept der Gesundheitsprämie sieht einen grundlegenden Umbau der Finanzierung der gesetzlichen Krankenversicherung vor. Der einkommensabhängige Beitrag soll nach dem Kompromiss zwischen CDU und CSU von 2004 für die Arbeitnehmer durch einen einkommensunabhängigen Beitrag („Prämie“), der für alle Versicherten gleich ist, ersetzt werden. Derzeit zahlen die Arbeitgeber 7,3 % und die Arbeitnehmer 8,2 % des Bruttolohnes als Krankenkassenbeitrag ein. Der Beitrag der Arbeitgeber wird nach dem Konzept von 2004 weiterhin abhängig vom Bruttolohn des Versicherten bleiben, soll jedoch auf verringerte 6,5 % festgeschrieben werden. Der einkommensunabhängige Beitrag soll ausschließlich durch die Versicherten finanziert werden und dadurch die Lohnkosten der Unternehmen von künftigen Beitragserhöhungen in der gesetzlichen Krankenversicherung abgekoppelt werden.
Die Krankenkassen sollten laut dem Entwurf von 2004 monatlich 169 Euro für jeden erwachsenen Versicherten und 78 Euro für jedes Kind erhalten. Geringverdiener zahlen den gleichen Beitrag wie Gutverdiener. Es ist ein steuerfinanzierter Sozialausgleich für Geringverdiener geplant, der die Beiträge auf 7 % des steuerpflichtigen Haushaltseinkommens begrenzt. Die Differenz zur Versichertenprämie wird aus den Arbeitgeberbeiträgen gedeckt, während der Sozialausgleich aus Steuermitteln kommt. Die Kinder-Mitversicherung wird anteilig aus Arbeitgeberbeiträgen und Steuern finanziert.

### Eckpunktepapier des Gesundheitsministeriums von 2010
Nach den Plänen des Bundesministeriums für Gesundheit unter Philipp Rösler (FDP) sollte als erster Schritt zur Gesundheitsprämie jede Krankenkasse für jeden Versicherten zusätzlich zum Versichertenbeitrag eine Prämie erheben, die durchschnittlich etwa 30 Euro betragen würde. Ähnlich wie im CDU/CSU-Konzept von 2004 sollte vorerst die Familienmitversicherung unverändert bleiben und ein Sozialausgleich erfolgen. Der Arbeitgeberbeitrag sollte vorerst unabhängig von Kostensteigerungen eingefroren bei 7,3 Prozent bleiben.

### Bisherige Schritte in Richtung einer Gesundheitsprämie
Ursprünglich trugen Arbeitgeber und Arbeitnehmer den Krankenkassenbeitrag zu gleichen Teilen. Seit dem 1. Juli 2005 war die Beitragslast nicht mehr paritätisch auf Arbeitnehmer und Arbeitgeber verteilt. Die Arbeitgeber mussten nur noch die Hälfte des um 0,9 Prozentpunkte reduzierten allgemeinen Beitragssatz tragen (§ 249 Abs. 1 SGB V). Den übrigen Teil des Beitrags mussten die Arbeitnehmer tragen. Ab dem 1. Januar 2011 trugen die Arbeitgeber 7,3 Prozentpunkte und die Arbeitnehmer 8,2 Prozentpunkte. Im Jahr 2015 wurde der allgemeine Beitragssatz auf 14,6 % festgelegt, den die Arbeitgeber hälftig zu tragen haben.
Seitdem können aber darüber hinaus individuell einkommensunabhängige Zusatzbeiträge für die Mitglieder der GKV erhoben werden. Diese wurden vom Versicherten ohne Arbeitgeberbeitrag gezahlt. Die Höhe der Zusatzbeiträge richten sich nach dem zu erwartenden Defizit der Gesetzlichen Krankenversicherung. Unter bestimmten Voraussetzungen hat ein Krankenkassenmitglied nach § 242a Anspruch auf einen aus Steuermitteln finanzierten Sozialausgleich für den Zusatzbeitrag.
Zum 1. Januar 2019 wurde die Parität wiederhergestellt, die Arbeitgeber müssen nun auch die Hälfte des Zusatzbeitrags tragen.
Im Gegensatz zur Finanzierung wird die Aufteilung zwischen Arbeitgeber und Arbeitnehmer in der Selbstverwaltung der Kassen nicht verändert. Dies ist auch in den Modellen der Gesundheitsprämie nicht geplant.

## Kritik
Vielfach wird kritisiert, dass mit Einführung der Gesundheitsprämie die Mitglieder der gesetzlichen Krankenversicherung jegliche Kostensteigerungen ohne Beteiligung der Arbeitgeber allein tragen müssen. Deswegen wird vom Deutschen Gewerkschaftsbund ein pauschaler Beitrag als sozial ungerecht abgelehnt. Des Weiteren wird kritisch betrachtet, dass der durch den einkommensunabhängigen Beitrag nötig gewordene Sozialausgleich aus Steuermitteln (statt über Versichertenbeiträge) finanziert und somit der Staatshaushalt belastet wird.

## Umsetzung in anderen Ländern
Ein ähnliches Modell einer Gesundheitsprämie existiert zur Finanzierung der obligatorischen Krankenversicherung seit 1996 in der Schweiz (Hauptartikel: Gesundheitswesen in der Schweiz) – allerdings ohne die Ausweichmöglichkeit in eine Privatversicherung. Die Beiträge werden ohne Arbeitgeberanteil nur von den Versicherten aufgebracht und die Höhe von den Versicherungen im Wettbewerb untereinander bestimmt. Für Geringverdiener gibt es eine staatliche Prämienverbilligung. Im Jahr 2011 zahlt ein erwachsener Schweizer im Durchschnitt 373,80 SFr., umgerechnet etwa 307 Euro (Stand Januar 2012), im Monat für diese Grundversicherung. Hinzu kommt ein allgemeiner Selbstbehalt (Franchise) von 300 SFr. im Jahr und darüber eine Eigenbeteiligung von zehn Prozent der Behandlungskosten bis zu einer Grenze von 700 SFr. Sie können gegen eine Erhöhung der Franchise auf maximal 2500 SFr. Prämienrabatte von bis zu 50 % gewähren.
In den Niederlanden existiert ein einkommensunabhängiger Beitrag zur Krankenversicherung für Arbeitnehmer seit 2006. Im Gegensatz zur Gesundheitsprämie wird dieser Kopfbeitrag allerdings durch einen von den Arbeitgebern zu zahlenden nicht eingegrenzten einkommensabhängigen Beitrag ergänzt (Kopfbeitrag und Arbeitgeberanteil tragen weiterhin jeweils zu 50 % zur Finanzierung bei) und es bestehen auch Elemente einer Bürgerversicherung. Bei Vergleichen der Prämien über Ländergrenzen hinweg sind Unterschiede in den Leistungskatalogen der Versicherungen sowie bei den allgemeinen Lebenshaltungskosten zu berücksichtigen.